# ヴィッラローザ
ヴィッラローザ（イタリア語: Villarosa）は、イタリア共和国シチリア州エンナ県にある、人口約4,700人の基礎自治体（コムーネ）。

## 地理

### 位置・広がり

#### 隣接コムーネ
隣接するコムーネは以下の通り。括弧内のCLはカルタニッセッタ県、PAはパレルモ県所属を示す。
- アリメーナ (PA)
- ボンピエトロ (PA)
- カラシベッタ
- エンナ
- サンタ・カテリーナ・ヴィッラルモーザ (CL)